# Ottavo Padiglione (album)
Ottavo Padiglione è il primo album in studio del gruppo musicale italiano Ottavo Padiglione, pubblicato nel 1993.

## Descrizione
Nel 1993, grazie all’incontro di Bobo con Alberto Pirelli, produttore dei Litfiba, la EMI produce il primo album dell’Ottavo Padiglione, che vende 30 000 copie. Il disco contiene, tra gli altri brani, il singolo Ho picchiato la testa. L’album viene registrato a Sesto Fiorentino dallo stesso Rondelli e Adriano Primadei, per essere poi missato all’Ira Soundlab con Fabrizio Simoncioni come tecnico del suono, che partecipa al lavoro anche in qualità di corista.

## Tracce
1. Preghiera – 3:32
2. Ho Picchiato La Testa – 2:42
3. Casa del popolo – 3:18
4. Pioggia d'Agosto – 3:49
5. Gigi balla – 3:19
6. Emozioni da prima sega – 3:05
7. Armiamoci e partite – 3:11
8. Tutti gay – 3:35
9. Storie assurde – 2:43
10. Canzone truce (gospel) – 3:11